# Каргопольский сельский район
Каргопольский сельский район — административно-территориальная единица в составе Архангельской области, существовавшая в 1963—1965 годах. Центр — Каргополь.
В связи с введением деления СССР на сельские и промышленные районы, в составе Архангельской области в 1963 году был образован Каргопольский сельский район с центром в городе Каргополь. В состав Каргопольского сельского района которого вошли Боросвидский, Калитинский, Кречетовский, Лекшмоборовский, Лекшмозерский, Лодыгинский, Надпорожский, Нокольский, Павловский, Печниковский, Поздышевский, Ряговский, Тихманьгский, Усачевский, Ухотский, Хотеновский, Шильдский, Ягремский с/с упразднённого Каргопольского района и Архангельский, Кенозерский, Кенорецкий, Конёвский, Ошевенский, Почезерский, Троицкий сельсоветы упразднённого Приозёрного района.
Указом Президиума ВС РСФСР от 12 января 1965 года и решением Архангельского облисполкома от 18 января 1965 года Каргопольский сельский район был преобразован в Каргопольский район, при этом Кенозерский, Кенорецкий, Конёвский и Почезерский сельские Советы были переданы в состав вновь образованного Плесецкого района.